# 黑白雙翼
《黑白雙翼》（原文：Weiß Schwarz），簡稱「WS」，是由Bushiroad所发售的一款交換卡片遊戲（TCG）。該遊戲是由先後設計《PROJECT REVOLUTION》與《Dimension0》的中村聰所設計，是一類似於《PROJECT REVOLUTION》的交換卡片遊戲。2010年9月，該遊戲的卡片累計生產枚數已突破2億枚。

## 概要
Weiß Schwarz以有人气的动画、游戏角色跨越作品边界相互混合對戰為特征。该游戏可分成名为「Weiß Side」和「Schwarz Side」的两部分。「Weiß」和「Schwarz」在德语中的意思是分别是「白」和「黑」，
在中國大陸，有「黑白卡片大战」、「黑白雙翼」等泛用譯名；後者先後由台灣的元美國際映像與中國的名家數碼等代理商採用，爾後武士道在Bilibili官方頻道推出的教學影片中，使用了「黑白雙翼」的譯名，因此該名稱會被視為官方認可的中文正式名稱；然而，在正式場合為方便起見，仍慣以「WS」兩字簡稱之。

## 卡片类型
- 角色卡（CH）
作为战斗主角的卡片。通常在主要阶段使用。
每张卡有着各自的战斗力，由此决定战斗的胜负。
而且，角色卡具有决定着战斗伤害的灵魂值。
每张角色卡都有源自出场作品的特征、玩家可以有效利用角色卡的效果。
只有角色卡才有以下的能力关键字。
  1. 警钟
    - 持有这种能力的卡存在于计时区时发挥效果的永续能力。

  2. 再演
    - 持有这种能力的卡从舞台送去休息室时，若支付指定的费用指定，可以将这张卡以休息状态置于这张卡之前所在的位置。

  3. 应援
    - 对这张卡以外或者前面的角色进行强化或者给予能力。

  4. 绊
    - 若支付指定的费用，将休息室中特定的1张角色卡返回手牌。

  5. 助太刀（反击）
    - 若支付指定的费用，被正面攻击的自己的1名角色可以在1回合内被强化。

  6. 大活跃
    - 对手进行攻击而持有这个能力的卡在中央前列以反转以外状态存在时，对手改为对这张卡进行正面攻击。

  7. 替换
    - 若支付指定的费用，其他的角色从休息室或者卡组出场代替这张卡。

  8. 记忆
    - 回忆区存在指定的卡、回忆区的卡在指定的张数以上等，以回忆区为发动条件的全部效果。

  9. 经验
    - 以等级区中角色的等级合计来则加角色的战斗力等等。

  10. 转移
    - 主要阶段开始时，可以将计时区中持有这种能力的卡和手牌中相同颜色的卡交换。
- 事件卡（EV）
在主要阶段内使用，可以让情况变得有利的卡。也存在可以在反击步骤中使用的类型。
- 高潮卡（CX）
在高潮阶段内使用的强力卡。拥有增加战斗力和灵魂值等能力。

## 规则
1. 准备
  1. 卡组
    - 一副卡组由50张卡组成
    - 除非有特殊标注，同名卡最多只能加入4张。
    - 名場面最多加入8张。

  2. 玩家
2. 胜败
  - 使对手的等级变为4的玩家胜利。
  - 卡组和休息室同时没有卡的玩家败北。
3. 关于升级
  - 自己的计时区有7张以上卡的情况下等级上升1。从7张中选择1张放入等级区，剩下的6张卡送入休息室。第8张以后（放入计时区）的卡依旧留在计时区。
4. 卡组的更新
  - 卡组中没有卡时，立即将休息室的卡背面向上洗切后作为卡组。（这个操作称为更新）
  - 在那之后，将卡组最上方一张卡无条件送去计时区。（没有伤害取消）
  - 更新在伤害计算、计时区抽卡的途中发生的情况下，先进行之前的处理，之后再将卡组最上方一张卡送去计时区。
5. 卡片的使用
  - 使用一张卡必须要满足3个条件。
等级卡片的等级必须小于等于自己的等级。
费用必须将库存区等同于卡片的费用上写的张数从库存区送去休息室。
颜色使用的卡同颜色的卡必须在自己的计时区或等级区存在。但是，只有等级0的角色和等级0的事件不受颜色限制地使用。
6. 回合的进行
  1. 站立阶段
    - 自己的舞台上存在的休息状态（朝向侧面）的卡变为站立状态（朝向上方）。

  2. 抽卡阶段
    - 从卡组抽1张卡加入手牌。（先手的第一回合也可以抽卡。）

  3. 计时阶段
    - 可以从手牌选择1张放入计时区，放置后可以抽2张卡。

  4. 主要阶段
    - 以下的4个行动可以以任意的顺序执行任意的回数。
      1. 使用事件卡
        - 可以使用手牌中的事件卡。效果生效后的事件卡放入休息室。

      2. 使用角色卡
        - 可以使用手牌中的角色卡，以站立状态放在舞台上的任意位置。
        - 如果放在已经存在角色的位置，将之前的角色放入休息室。

      3. 角色的移动
        - 可以将舞台上自己的角色移动到其它位置。
        - 也可以将两张角色卡互换。
        - 但是角色的朝向（状态）不能改变。

      4. 使用角色的起动能力
        - 可以使用舞台自己角色的起动能力。

  5. 高潮阶段
    - 可以使用手牌中的1张高潮卡，放入自己的高潮区。

  6. 攻击阶段
    - 只有前列站立状态的角色才可以攻击，并给予对手伤害。
    - 每次攻击时重复以下的1~5，最后的6只进行1次。
    - 先手的第一回合最多只能攻击1次。
      1. 攻击宣言步骤
        - 将前列要攻击的角色变为休息状态来宣言攻击。攻击宣言的方法有以下三种。
正面攻击对正面角色进行攻击。
侧面攻击避开正面角色对对手本体进行攻击。（灵魂值减少正面角色的等级数）
直接攻击正面不存在对手的角色时可以进行。（灵魂值+1）

      2. 触发步骤
        - 进行攻击的角色将自己卡组最上方1张卡翻开，发动右上角触发图标的效果。翻开的卡朝里放置于库存区。

      3. 反击步骤
        - 进行正面攻击时可以反击。被攻击的对手可以使用1张含有助太刀或者反击能力的卡来帮助角色。
        - 使用角色卡反击时有等级限制、无颜色限制。使用事件卡反击时有等级和颜色限制。

      4. 伤害步骤
        - 被攻击的玩家受到攻击角色的灵魂值部分的伤害。
        - 将受到伤害数张卡从卡组上按顺序翻开。（翻开的卡送去计时区）
        - 翻卡的途中遇到高潮卡时，取消剩下的伤害，翻开的卡送去休息室。

      5. 战斗步骤
        - 只有正面攻击时才会发生。
        - 比较双方的战斗力，较低的一方变为反转状态（朝向下方）。战斗力相同时两方的角色都变为反转状态。

      6. 再演步骤
        - 所有战斗结束后，反转状态的角色全部送去休息室。
        - 此时，具有再演能力的角色可以支付费用，将其以休息状态放在原来的位置。
        - 没有再演能力也可以从库存区支付3张卡进行再演。
        - ※满足条件时，再演可以在任何阶段进行。

  7. 结束阶段
    - 将高潮区的卡送去休息室。手牌在8张以上时，丢弃至7张。

  8. 转移至对手的回合。

## 商品列表

### Starter Deck
構建完成的卡組，俗稱預組。可以預覽卡片。（零之使魔以后有Trial Deck专用卡）
- D.C./D.C.II（2008年3月29日发售）
- Little Busters!（2008年3月29日发售）
- 女神异闻录3（2008年4月5日发售）
- 零之使魔（2008年8月23日发售）
- 魔法少女奈叶StrikerS（2008年10月25日发售）
- Fate/stay night（2008年10月25日发售）
- 魔界战记（2008年10月25日发售）
- 光明与黑暗续战篇EXA（2009年2月7日发售）
- 幸运☆星（2009年3月14日发售）
- Little Busters!Ecstacy（2009年3月14日发售）
- 战国BASARA（2009年6月27日发售）
- THE KING OF FIGHTERS（2009年6月27日发售）
- 偶像大师（2009年7月25日发售）
- Phantom～Requiem for the Phantom～（2009年9月12日发售）
- 女神异闻录4（2009年10月24日发售）
- 凉宫春日的忧郁（2009年11月21日发售）
- D.C.P.C. /D.C.IIP.C.（2010年2月27日发售）
- 科学的超电磁炮（2010年3月27日发售）
- 魔法少女奈叶A's（2010年6月26日发售）
- Angel Beats! ＆ Kud Wafter（2010年6月26日发售）
- 妖精的尾巴（2010年6月26日发售）
- 侦探歌剧 少女福尔摩斯（2010年10月30日发售）
- Melty Blood（2010年10月30日发售）
- 福音战士新剧场版（2010年10月30日发售）
- 魔法禁书目录Ⅱ（2011年2月26日发售）
- 灼眼的夏娜（2011年4月2日发售）
- 剧场版Macross F 虚空歌姫 〜イツワリノウタヒメ〜（2011年4月2日发售）
- 偶像大师2（2011年5月21日发售）
- 化物語（2011年5月21日）
- Rewrite（2011年6月25日发售）
- 女神异闻录4 动画（2011年11月26日发售）
- GUILTY CROWN（2011年11月26日发售）
- Fate/Zero（2011年11月26日发售）
- 偵探歌劇 少女福爾摩斯（2011年12月17日發售）
- 魔法少女小圆（2012年2月11日发售）
- D.C.III（2012年3月24日發售）
- 零之使魔F（2012年4月14日發售）
- 戰姬絕唱SYMPHOGEAR（2012年4月14日發售）
- 偶像大師 動畫（2012年7月14日發售）
- 機器人筆記（2012年8月25日發售）
- 偵探歌劇 少女福爾摩斯（2012年8月25日發售）
- 加速世界（2012年8月25日發售）
- 刀劍神域（2012年12月22日發售）
- D.C. 10周年（2013年1月12日發售）
- Little Busters 動畫（2013年1月12日發售）
- 初音ミク -Project DIVA- f（2013年3月9日發售）
- Vividred Operation（2013年4月13日發售）
- LoveLive!（2013年4月13日發售）
- 科學超電磁砲S（2013年7月19日發售）
- 翠星上的加爾岡緹亞（2013年7月19日發售）
- 穿透幻影的太陽（2013年10月11日發售）
- 艦隊Collection 劇場版（2014年2月14日發售）
- 記錄的地平線（2014年2月21日發售）
- KILL la KILL（2014年2月21日發售）
- 偽戀（2014年4月5日發售）
- 蠟筆小新（2014年4月18日發售）
- Angel Beats! Re: Edit（2014年6月27日發售）
- 刀劍神域II（2014年10月23日發售）
- Terra Formars ~火星任務~（2014年12月12日發售）
- 女友伴身邊（2014年12月12日發售）
- 偵探歌劇 少女福爾摩斯 ~第二幕~（2015年2月27日發售）
- Fate/stay night [Unlimited Blade Works]（2015年4月3日發售）
- LoveLive! feat.學園偶像祭（2015年6月13日發售）
- 出包王女DARKNESS 第二季（2015年7月10日發售）
- 進擊的巨人（2015年8月21日發售）
- 夏洛特（2015年9月18日發售）
- 偶像大師 灰姑娘女孩 ~Smile~（2015年9月25日發售）
- 偶像大師 灰姑娘女孩 ~Power~（2015年9月25日發售）
- 偶像大師 灰姑娘女孩 ~Heart~（2015年9月25日發售）
- 學園少女突襲者（2015年12月4日發售）
- 魔法氣泡（2016年2月4日發售）
- 請問您今天要來點兔子嗎？？（2016年8月20日發售）
- LoveLive! SunShine!（2016年9月16日發售）
- 制約之絆（2016年9月16日發售）
- 女神異聞錄5（2016年12月16日發售）
- Re:從零開始的異世界生活（2017年1月13日發售）
- BanG Dream! 少女樂團派對（2017年2月15日發售）
- 為美好的世界獻上祝福!（2017年3月10日發售）
- ViVid Strike!（2017年3月10日發售）
- 鎖鏈戰記 ～赫克瑟塔斯之光～（2017年3月17日發售）
- STAR WARS（2017年6月16日發售）
- 動物朋友（2017年8月11日發售）
- LoveLive! SunShine!!（2017年10月25日發售）
- BanG Dream! 少女樂團派對［Roselia］（2017年12月8日發售）
- 天元突破 紅蓮螺巖（2018年1月26日發售）
- 不起眼女主角培育法（2018年2月23日發售）
- BanG Dream! 少女樂團派對［Pastel Palletts］（2018年2月23日發售）
- Fate/Apocrypha（2018年4月13日發售）
- BanG Dream! 少女樂團派對［Afterglow］（2018年4月13日發售）
- 動畫電影『GODZILLA』（2018年5月18日發售）
- 魔法少女小圓外傳（2018年6月8日發售）
- DARLING in the FRANXX（2018年6月8日發售）
- BanG Dream! 少女樂團派對［Hello, Happy World!］（2018年6月8日發售）
- 遊戲人生（2018年7月20日發售）
- Summer Pockets（2018年8月10日發售）
- 刀劍神域外傳 Gun Gale Online（2018年9月14日發售）
- 少女☆歌劇 Revue Starlight（2018年9月14日發售）
- 命運石之門（2018年10月26日發售）
- 偶像大師 百萬人演唱會！（2018年12月7日發售）
- BanG Dream! 少女樂團派對［Poppin'Party］（2018年12月7日發售）
- 搖曳莊的幽奈小姐（2018年12月7日發售）
- OVERLORD（2019年2月1日發售）
- 角川Sneaker文庫（2019年3月29日發售）
- 哥布林殺手（2019年3月29日發售）
- 青春豬頭少年不會夢到兔女郎學姊（2019年5月10日發售）
- 富士見Fantasia文庫（2019年6月7日發售）
- JOJO的奇妙冒險 黃金之風（2019年6月14日發售）
- 刀劍神域 Alicization（2019年6月21日發售）
- 艦隊Collection -艦Colle-（2019年7月19日發售）
- 庫洛魔法使 透明牌篇（2019年8月23日發售）
- 關於我轉生變成史萊姆這檔事（2019年11月29日發售）
- BanG Dream!［RAISE A SUILEN］（2019年12月6日發售）
- 灰色的果實（2020年2月14日發售）
- Fate/Grand Order-絕對魔獸戰線巴比倫尼亞-（2020年3月27日發售）
- Lost Decade （2020年5月15日發售）
- 新櫻花大戰（2020年5月15日發售）
- 突擊莉莉 BOUQUET（2020年5月15日發售）
- 約會大作戰（2020年7月10日發售）
- 魔法紀錄 魔法少女小圓外傳（2020年7月31日發售）
- 五等分的新娘 五月（2020年8月28日發售）
- 五等分的新娘 四葉（2020年8月28日發售）
- 五等分的新娘 三玖（2020年8月28日發售）
- 五等分的新娘 二乃（2020年8月28日發售）
- 五等分的新娘 一花（2020年8月28日發售）
- 怕痛的我，把防禦力點滿就對了（2020年11月13日發售）
- Love Live！虹咲學園 學園偶像同好會（2020年12月11日發售）
- 輝夜姬想讓人告白～天才們的戀愛頭腦戰～（2020年12月18日發售）
- 動畫 超異域公主連結！ Re:Dive（2020年12月25日發售）
- 出租女友（2020年12月25日發售）
- Re:Edit 突擊莉莉 BOUQUET（2021年1月22日發售）
- 偶像大師 閃耀色彩 283製作 noctchill（2021年3月5日發售）
- 偶像大師 閃耀色彩 283製作 Straylight（2021年3月5日發售）
- 偶像大師 閃耀色彩 283製作 ALSTROEMERIA（2021年3月5日發售）
- 偶像大師 閃耀色彩 283製作 放學後頂點女孩（2021年3月5日發售）
- 偶像大師 閃耀色彩 283製作 L'Antica（2021年3月5日發售）
- 偶像大師 閃耀色彩 283製作 illumination STARS（2021年3月5日發售）
- BanG Dream! 少女樂團派對［Morfonica］（2021年5月14日發售）
- 成神之日（2021年5月28日發售）
- 無職轉生～到了異世界就拿出真本事～（2021年7月30日發售）
- Love Live！SuperStar（2021年8月27日發售）
- Hololive 0期生（2021年9月24日發售）
- Hololive 1期生（2021年9月24日發售）
- Hololive 2期生（2021年9月24日發售）
- Hololive Gamers（2021年9月24日發售）
- Hololive 3期生（2021年9月24日發售）
- Hololive 4期生（2021年9月24日發售）
- Hololive 5期生（2021年9月24日發售）
- 境界觸發者（2021年10月15日發售）
- D_CIDE TRAUMEREI（2021年10月15日發售）
- 佐賀偶像是傳奇（2021年11月12日發售）
- 在地下城尋求邂逅是否搞錯了甚麼（2021年11月26日發售）
- Marvel（2021年12月24日發售）
- 世界計畫 繽紛舞台！ feat.初音未來 Leo/need（2022年2月11日發售）
- 世界計畫 繽紛舞台！ feat.初音未來 25點，Nightcord見。（2022年2月11日發售）
- 世界計畫 繽紛舞台！ feat.初音未來 Wonderlands×Showtime（2022年2月11日發售）
- 世界計畫 繽紛舞台！ feat.初音未來 Vivid BAD SQUAD（2022年2月11日發售）
- 世界計畫 繽紛舞台！ feat.初音未來 MORE MORE JUMP!（2022年2月11日發售）
- 小林家的龍女僕（2022年4月8日發售）
- 東京復仇者（2022年4月8日發售）
- 玩具總動員（2022年6月24日發售）
- 怪獸電力公司（2022年7月29日發售）
- 汽車總動員（2022年9月9日發售）
- 碧藍航線 ver.鐵血（2022年12月26日發售）
- 碧藍航線 ver.重櫻（2022年12月26日發售）
- 碧藍航線 ver.皇家（2022年12月26日發售）
- 碧藍航線 ver.白鷹（2022年12月26日發售）
- 緋染天空（2023年2月10日發售）
- D4DJ Groovy Mix「Happy Around! & Lyrical Lily」（2023年2月24日發售）
- D4DJ Groovy Mix「Peaky P-key & Photon Maiden」（2023年2月24日發售）
- D4DJ Groovy Mix「Merm4id & 燐舞曲」（2023年2月24日發售）
- 鏈鋸人（2023年4月21日發售）
- SPY×FAMILY間諜家家酒（發售日未定）

### Booster Pack
包含基本的100种全部卡片的Booster Pack。
- 女神异闻录3（2008年5月29日发售）
- D.C./D.C.II（2008年5月29日发售）
- Little Busters!（2008年6月27日发售）
- 零之使魔（2008年9月20日发售）
- 魔界战记（2008年11月15日发售）
- 魔法少女奈叶StrikerS（2008年11月29日发售）
- Fate/stay night（2008年12月20日发售）
- 光明与黑暗续战篇EXA（2009年2月21日发售）
- 幸运☆星（2009年3月28日发售）
- Little Busters!Ecstacy（2009年5月16日发售）
- 戦国BASARA（2009年7月18日发售）
- THE KING OF FIGHTERS（2009年7月18日发售）
- 偶像大师（2009年8月22日发售）
- Phantom～Requiem for the Phantom～（2009年10月10日发售）
- 女神异闻录4（2009年12月5日发售）
- 凉宫春日的忧郁（2009年12月19日发售）
- D.C.P.C. /D.C.II P.C.（2010年3月27日发售）
- 魔法禁书目录＆某科学的超电磁炮（2010年4月24日发售）
- 妖精的尾巴（2010年7月17日发售）
- 魔法少女奈叶A's（2010年8月21日发售）
- Angel Beats! ＆ Kud Wafter（2010年9月18日发售）
- Melty Blood（2010年11月20日发售）
- 福音战士新剧场版（2010年12月11日发售）
- 侦探歌剧 少女福尔摩斯（2010年12月24日发售）
- 魔法禁书目录Ⅱ＆某科学的超电磁炮（2011年2月26日发售）
- 灼眼的夏娜（（2011年4月23日发售）
- 化物語（2011年6月25日发售）
- 劇場版 マクロスF（2011年7月23日发售）
- 偶像大师2（2011年8月20日发售）
- Rewrite（2011年9月30日发售）
- 魔法少女小圓（2012年2月25日发售）
- 罪惡王冠（2012年4月7日發售）
- 初音島III（2012年5月25日發售）
- 戰姬絕唱SYMPHOGEAR（2012年5月25日發售）
- 動畫「偶像大師」（2012年8月4日發售）
- Fate/Zero（2012年9月8日發售）
- Rewrite Harvest festa!（2012年10月13日發售）
- 加速世界（2012年10月27日發售）
- Robotics;Notes（2012年11月24日發售）
- 偵探歌劇 少女福爾摩斯（2012年12月22日發售）
- D.C. 10周年（2013年1月26日發售）
- 刀劍神域（2013年2月23日發售）
- 初音未來 -Project DIVA- f（2013年3月30日發售）
- 魔法少女奈葉 The MOVIE 2nd A’s（2013年4月27日發售）
- 動畫「校園剋星」（2013年5月25日發售）
- 魔法少女小圓(英語版)（2013年5月31日發售）
- Vividred Operation（2013年6月29日發售）
- 刀劍神域(英語版)（2013年7月19日發售）
- LoveLive!（2013年7月26日發售）
- Fate/Zero(英語版)（2013年8月16日發售）
- 翠星上的加爾岡緹亞（2013年8月23日發售）
- 科學超電磁砲S（2013年9月27日發售）
- 偽物語（2013年11月1日發售）
- Hatsune Miku : Project DIVA f（2013年11月15日發售）
- 穿透幻影的太陽（2013年11月29日發售）
- 戰姬絕唱SYMPHOGEAR G（2013年12月20日發售）
- LoveLive!學院偶像祭（2014年1月24日發售）
- 艦隊Collection -艦Colle-（2014年3月28日發售）
- 蠟筆小新（2014年4月18日發售）
- 刀劍神域 Vol.2（2014年4月25日發售）
- KILL la KILL（2014年5月23日發售）
- Angel Beats! Re: Edit（2014年6月27日發售）
- 初音未來 -Project DIVA- F 2nd（2014年7月25日發售）
- 偽戀（2014年8月22日發售）
- 魔法少女奈葉 THE MOVIE 1st ＆ 2nd A’s（2014年10月23日發售）
- 偶像大師 劇場版 朝著輝煌的彼岸！（2014年11月28日發售）
- 艦隊Collection -艦Colle-第二艦隊（2014年12月12日發售）
- 女友伴身邊（2014年12月26日發售）
- LoveLive! Vol.2（2015年1月22日發售）
- 火星異種（2015年2月27日發售）
- ミルキィホームズ セカンドステージ エディション（2015年3月20日發售）
- Fate/stay night [Unlimited Blade Works]（2015年4月23日發售）
- 劇場版 魔法少女小圓［新篇］叛逆的物語（2015年5月15日發售）
- LoveLive!學院偶像祭 Vol.2（2015年6月13日發售）
- 女友伴身邊 Vol.2（2015年7月24日發售）
- 進擊的巨人（2015年9月4日發售）
- 出包王女DARKNESS2nd（2015年9月18日發售）
- 偶像大師灰姑娘女孩（2015年10月16日發售）
- Charlotte（2015年10月30日發售）
- 戰姬絕唱SYMPHOGEAR G X（2015年11月20日發售）
- Fate/stay night [Unlimited Blade Works]Vol.II（2015年12月04日發售）
- 物語系列 第二季（2016年1月22日發售）
- 魔法氣泡（2016年2月4日發售）
- 學園少女突襲者（2016年2月26日發售）
- 出包王女DARKNESS2nd Vol.2（2016年3月11日發售）
- 偶像大師灰姑娘女孩 2nd SEASON（2016年4月22日發售）
- Fate/kaleid liner 魔法少女☆伊莉雅（2016年5月20日發售）
- 小松先生（2016年6月17日發售）
- 艦隊Collection -艦Colle-到着！欧州からの増派艦隊（2016年7月22日發售）
- 請問您今天要來點兔子嗎？（2016年8月20日發售）
- 加速世界 -インフィニット・バースト-（2016年9月02日發售）
- 制約之絆（2016年9月30日發售）
- 「D.S. -Dal Segno-」＆「D.C.Ⅲ With You ～ダ・カーポⅢ～ ウィズユー」（2016年10月28日發售）
- Love Live! Sunshine!!（2016年11月25日發售）
- 女神異聞錄5（2016年11月25日發售）
- Re:從零開始的異世界生活（2017年1月20日發售）
- TV動畫「Rewrite」（2017年1月27日發售）
- 刀劍神域 Re: Edit（2017年2月24日發售）
- 為美好的世界獻上祝福!（2017年4月7日發售）
- 鎖鏈戰記 ～赫克瑟塔斯之光～（2017年4月28日發售）
- BanG Dream!（2017年5月26日發售）
- STAR WARS（2017年6月16日發售）
- ViVid Strike!（2017年6月23日發售）
- 動物朋友（2017年8月25日發售）
- 戰姬絕唱SYMPHOGEAR XD UNLIMITED（2017年9月22日發售）
- 進擊的巨人 Vol.2（2017年9月29日發售）
- 刀劍神域劇場版：序列爭戰（2017年10月27日發售）
- BanG Dream! 少女樂團派對（2017年12月22日發售）
- 為美好的世界獻上祝福! 2（2018年1月12日發售）
- 天元突破 紅蓮螺巖（2018年1月26日發售）
- 不起眼女主角培育法（2018年2月23日發售）
- 請問您今天要來點兔子嗎？？ ～Dear My Sister～（2018年3月23日發售）
- 「Love Live! Sunshine!!」 Vol.2（2018年4月27日發售）
- 魔法少女奈葉 Reflection（2018年4月11日發售）
- Fate/Apocrypha（2018年5月25日發售）
- 魔法紀錄 魔法少女小圓外傳（2018年6月29日發售）
- Re:從零開始的異世界生活 Vol.2（2018年7月20日發售）
- 遊戲人生（2018年8月3日發售）
- Summer Pockets（2018年8月24日發售）
- DARLING in the FRANXX（2018年9月21日發售）
- 命運石之門（2018年10月26日發售）
- 刀劍神域外傳 Gun Gale Online（2018年11月23日發售）
- 搖曳莊的幽奈小姐（2018年12月14日發售）
- 少女☆歌劇 Revue Starlight（2018年12月21日發售）
- 偶像大師 百萬人演唱會！（2019年1月25日發售）
- OVERLORD（2019年2月15日發售）
- 「BanG Dream! 少女樂團派對」 Vol.2（2019年3月16日發售）
- 角川Sneaker文庫（2019年4月5日發售）
- 哥布林殺手（2019年4月19日發售）
- 青春豬頭少年不會夢到兔女郎學姊（2019年5月10日發售）
- 劇場版「Fate/stay night [Heaven’s Feel]」（2019年5月24日發售）
- 富士見Fantasia文庫（2019年6月7日發售）
- 刀劍神域 Alicization篇（2019年6月21日發售）
- 魔法少女奈葉 Detonation（2019年7月12日發售）
- 「艦隊Collection -艦Colle-」5th Phase（2019年7月26日發售）
- LoveLive! feat.學院偶像祭 Vol.3～6th Anniversary～（2019年8月9日發售）
- Love Live! Sunshine!! feat.學院偶像祭～6th Anniversary～（2019年8月9日發售）
- 庫洛魔法使 透明卡牌篇（2019年8月23日發售）
- 戰姬絕唱SYMPHOGEAR AXZ（2019年9月13日發售）
- 戰姬絕唱SYMPHOGEAR XD UNLIMITED EXTEND（2019年9月13日發售）
- JOJO的奇妙冒險 黃金之風（2019年9月27日發售）
- 不起眼女主決培育法♭（2019年10月25日發售）
- 少女☆歌劇 Revue Starlight -Re LIVE-（2019年11月08日發售）
- Re:從零開始的異世界生活 Memory Snow（2019年11月22日發售）
- 關於我轉生變成史萊姆這檔事（2019年12月13日發售）
- 「BanG Dream!」 Vol.2（2020年1月1日發售）
- 刀劍神域 10th Anniversary（2020年1月24日發售）
- 為美好的世界獻上祝福!Edit（2020年2月28日發售）
- 灰色的果實（2020年3月13日發售）
- 青春豬頭少年不會夢到懷夢美少女（2020年3月27日發售）
- 為美好的世界獻上祝福! 紅傳說（2020年4月24日發售）
- 新櫻花大戰（2020年5月15日發售）
- Key 20th Anniversary（2020年5月29日發售）
- ロストディケイド（2020年6月05日發售）
- Fate/Grand Order -絕對魔獸戰線巴比倫尼亞-（2020年6月26日發售）
- 約會大作戰（2020年7月10日發售）
- TV動畫「魔法紀錄 魔法少女小圓外傳」（2020年8月14日發售）
- 五等分的新娘（2020年9月11日發售）
- サーカス 20th Anniversary（2020年10月9日發售）
- Summer Pockets REFLECTION BLUE（2020年10月30日發售）
- 怕痛的我，把防禦力點滿就對了（2020年11月20日發售）
- 劇場版「Fate/stay night [Heaven’s Feel]」Vol.2（2020年12月4日發售）
- 輝夜姬想讓人告白～天才們的戀愛頭腦戰～（2020年12月18日發售）
- 動畫 超異域公主連結！Re:Dive（2021年1月8日發售）
- 出租女友（2021年1月22日發售）
- 刀劍神域 Alicization篇 Vol.2（2021年2月26日發售）
- 偶像大師 閃耀色彩（2021年3月12日發售）
- 關於我轉生變成史萊姆這檔事 Vol.2（2021年3月26日發售）
- 突擊莉莉 BOUQUET（2021年4月9日發售）
- 虹咲學園學園偶像同好會 feat.學園偶像祭 ALL STARS（2021年4月23日發售）
- 成神之日（2021年5月28日發售）
- 戰姬絕唱SYMPHOGEAR ＸＶ（2021年6月11日發售）
- 請問您要來點兔子嗎？ BLOOM（2021年7月16日發售）
- 無職轉生～到了異世界就拿出真本事～（2021年7月30日發售）
- 灰色的果實 Vol.2（2021年8月20日發售）
- 五等分的新娘∬（2021年9月10日發售）
- hololive production（2021年10月1日發售）
- 境界觸發者（2021年10月15日發售）
- 劇場版 Fate/Grand Order -神聖圓桌領域卡美洛-（2021年10月29日發售）
- 佐賀偶像是傳奇 捲土重來（2021年11月12日發售）
- 在地下城尋求邂逅是否搞錯了甚麼（2021年11月26日發售）
- Love Live! Superstar!!（2021年12月10日發售）
- Marvel/Card Collection（2021年12月24日發售）

### Extra Pack
只发售初版，基本不会再发售。
- D.C./D.C.II（2008年8月28日发售）
- Little Busters!Ecstacy（2008年8月28日发售）
- 女神异闻录4（2009年1月10日发售）
- D.C.IIP.C.（2009年1月10日发售）
- CLANNAD vol.01（2009年1月10日发售）
- CLANNAD vol.02（2009年3月28日发售）
- 穿越宇宙的少女/舞-HiME＆舞-乙HiME Vol.01（2009年4月4日发售）
- 穿越宇宙的少女/舞-HiME＆舞-乙HiME Vol.02（2009年8月27日发售）
- CANAAN（2009年8月27日发售）
- 偶像大师 Dearly Stars（2010年1月9日发售）
- 魔法少女奈叶 The MOVIE 1st（2010年1月23日发售）（※例外的进行了第二次发售，之后Extra Pack不会再发售）

### Extra Booster
和Extra Pack不同，会再进行发售的Pack。
除了新卡以外，也存在将过去发售过的Extra Pack中的卡再收录的作品。
- Fate/hollow ataraxia（2009年11月21日发售）
- CLANNAD vol.03（2010年5月29日发售）
- D.C./D.C.II P.C.（2010年8月27日发售）
- 戦国BASARA弐（2010年9月18日发售）
- BLACK★ROCK SHOOTER（2011年1月22日发售）
- 涼宮ハルヒの憂鬱　2011年1月29日发售）
- 刀語（2011年4月2日发售）
- 魔界战记4（2011年5月28日发售）
- Angel Beats!（2011年8月20日发售）
- 侦探歌剧 少女福尔摩斯 怪盗帝国的逆襲（2011年8月20日发售）
- 侦探歌剧 少女福尔摩斯 Genius4的反撃（2011年12月14日发售）
- DOG DAYS（2011年冬发售预定）
- 日常（2011年冬发售预定）
- 零之使魔 Final Season（2011年冬发售预定）
- 妖精的尾巴（2011年冬发售预定）
- 女神异闻录4 动画（2011年）

## 参加作品
有☆标记的是在『Weiß Schwarz Portable』中也登場的作品。

### Weiß Side
- 「初音岛」系列[a]
  - 初音岛系列
  - 初音岛II系列
  - 初音岛III
- 「Little Busters!」系列
  - Little Busters!
    - Little Busters! Ecstacy

  - Kud Wafter☆[b]
- 零之使魔（动画版）
- 「魔法少女奈叶」系列
  - 魔法少女奈叶A's☆
  - 魔法少女奈叶StrikerS☆
  - 魔法少女奈叶 The MOVIE 1st☆
  - 魔法少女奈叶Vivid
  - 魔法少女奈叶A's PORTABLE -THE GEARS OF DESTINY-
- CLANNAD
  - CLANNAD（动画版）[c]
- 幸运☆星（原作漫画版）
- 穿越宇宙的少女[b]
- 舞-HiME[b]
  - 舞-乙HiME[b]
- Phantom 〜Requiem for the Phantom〜
- 凉宫春日的忧郁 （动画版）☆
- Angel Beats!☆[b]
- 魔法禁书目录☆
  - 某科学的超电磁炮☆
- Rewrite
- 灼眼的夏娜
- Robotics;Notes
- DOG DAYS
- 日常
- 魔法少女小圓
- 戰姬絕唱SYMPHOGEAR
- 搖曳莊的幽奈小姐
- 青春豬頭少年不會夢到懷夢美少女
- 為美好的世界獻上祝福！

### Schwarz Side
- 「女神异闻录」系列
  - 女神异闻录3
  - 女神异闻录 ～三位一体之魂～[d]
  - 女神异闻录4
    - 女神异闻录4（动画版）
- 「魔界战记」系列
  - 魔界战记
  - 魔界战记2
  - 魔界战记3
  - 魔界战记4
  - プリニー 〜オレが主人公でイイんスか?〜
- 「Fate」系列
  - Fate/stay night ☆
  - Fate/unlimited codes
  - Fate/hollow ataraxia☆
  - Fate/Zero
- Melty Blood
- 空之境界 剧场版[b]
- 「光明与黑暗」系列
  - 光明與黑暗續戰篇EXA
  - 光明與黑暗續戰篇 羽翼
- 「拳皇 」系列
- 「戰國BASARA」シリーズ
  - 戰國BASARA
  - 戰國BASARA（动画版）
- CANAAN
- 偶像大師系列
  - 偶像大師☆
  - 偶像大師 Dearly Stars ☆
  - 偶像大師2
  - 偶像大師（動畫版）
- 妖精的尾巴
- 侦探歌剧 少女福尔摩斯☆
- 福音戰士新劇場版[e]
- BLACK★ROCK SHOOTER
- 刀語
- 化物語
- 「超时空要塞F 劇場版」☆
  - 劇場版マクロスF 虚空歌姫 〜イツワリノウタヒメ〜
  - 劇場版マクロスF 恋離飛翼 〜サヨナラノツバサ〜
- 加速世界
- GUILTY CROWN
- 關於我轉生變成史萊姆這檔事
- Re:從零開始的異世界生活
- 進擊的巨人
- OVERLORD
- 初音ミク-Project DIVA
  - 初音ミク-Project DIVA-f
  - 初音ミク-Project DIVA-f2nd
  - 初音ミク-Project DIVA-X HD

### 特別处理
上述系列作品以外，Bushiroad企划的作品作为「特定的规则下，可以作为任意作品的卡」推广卡登场。
- Weiß Survive （电视节目「卡片学園」内放送作品）
- Weiß Survive R（电视节目「卡片学園」内放送作品）
- 和しよ子一起 （「Comp Ace」連載作品）
- 卡片戰鬥先導者（动画版）
- Weiß Schwarz Portable（游戏原创角色）

## 电子游戏
PlayStation Portable用软件：『Weiß Schwarz Portable』在2011年11月23日发售。发行商是BANDAI NAMCO Games。

## 脚注
1. 1 2  bilibili上的【官方教学】轻松上手黑白双翼！
2. ↑  . Animate Times. 2010-09-09  [2022-05-01]. （原始内容存档于2022-05-01） （日语）.

#### 备考
1. ↑  本編、「Plus Communication」以外系列作品只参加推广卡。
2. 1 2 3 4 5 6  游戏规则方面，使用特定的规则时，将一部分不同世界观、不同系列作品作为同一系列。
3. ↑  以TV动画版（京都動畫版）为准。
4. ↑  由于「女神异闻录 ～三位一体之魂～」在本編放送中被「女神异闻录3」的Trial Deck、Booster Pack收录，所以登场的角色也只有同作的主人公等数人。
5. ↑  虽然没有写明，但以「福音戰士新劇場版：破」之前的設定为准。
6. ↑  展开至电视动画、游戏等媒体的「侦探歌剧 少女福尔摩斯」除外。该作品作为通常的Schwarz Side作品。游戏处理方面，同样世界观的作品（追加盘、Fan disk、派生游戏、动画作品等），除了一部分以外，和原作作为同一作品。